# Aloeides southeyae
Aloeides southeyae är en fjärilsart som beskrevs av Tite och Dickson 1973. Aloeides southeyae ingår i släktet Aloeides och familjen juvelvingar. Inga underarter finns listade i Catalogue of Life.